# قائمة أسماء القمر حسب الأشهر الشمسية
عبر العديد من الحضارات السابقة كان دائما من الملفت للناس الأقمار الكاملة (البدور) وقد دمجت بعض الحضارات بين السنة الشمسية والقمرية فيما فرقت حضارات أخرى بينهما مثل الرومانية (التي اعتمدت السنة الشمسية فقط) أو الإسلامية (التي اعتمدت القمرية فقط في القرن7 م).

## قائمة حسب الهنود الحمر
هذه قائمة بأسماء الأقمار حسب الأشهر الشمسية وفق ما كان متعارف عليه بحضارة الهنود الحمر «تقويم المزارعين» [بحاجة لمصدر] مع معانيها:
| الشهر              | اسم القمر (البدر) بالإنكليزية | المعنى بالعربية         | صورة |
| ------------------ | ----------------------------- | ----------------------- | ---- |
| كانون الثاني/يناير | Old Moon,Wolf Moon            | القمر القديم، قمر الذئب |      |
| شباط/فبراير        | Snow Moon,Hunger Moon         | قمر الثلج، قمر الجوع    |      |
| آذار/مارس          | Worm Moon                     | قمر الدودة              |      |
| نيسان/أبريل        | Pink Moon                     | القمر الوردي            |      |
| أيار/مايو          | Corn Planting Moon            | قمر زراعة الذرة         |      |
| حزيران/يونيو       | Rose Moon                     | قمر الورود              |      |
| تموز/يوليو         | Buck Moon                     | قمر الغزال"البوك"       |      |
| آب/أغسطس           | Red Moon                      | القمر الأحمر            |      |
| أيلول/سبتمبر       | Harvest Moon                  | قمر الحصاد              |      |
| تشرين1/أكتوبر      | Hunter's moon                 | قمر الصياد              |      |
| تشرين2/نوفمبر      | Beaver Moon                   | قمر القندس              |      |
| كانون1/ديسمبر      | Long Night's Moon             | قمر الليلة الطويلة      |      |

## معاني أسماء الأشهر وفق «تقويم المزارعين»
حسبما نشرت في كتاب «أسرار القمر» بقلم باتريشيا هادوك فإن معاني أسماء الأشهر بحسب لغة الغنقويين القديمة والتي كانت منتشرة بين الهنود الحمر هي:
(يناير/كانون الثاني: المصاعب، الدخان الأسود) January: Difficulty, Black Smoke
(شباط/فبراير: الراكون، البقع العارية على الأرض) February: Raccoon, Bare Spots on the Ground
(مارس/آذار: الرياح، العشب القصير، التهاب العين) March: Wind, Little Grass, Sore-Eye
(أبريل/نيسان: البط، بيض الإوز) April: Ducks, Goose-Eggs
(مايو/أيار: العشب الأخضر، جذور الأغذية) May: Green Grass, Root-Food
(يونيو/حزيران: زراعة الحبوب، الفراولة) June: Corn-Planting, Strawberry
(يوليو/تموز:الجاموس «الثور», الشمس الحارة) July: Buffalo (Bull), Hot Sun
(أغسطس/آب: الحصاد، الجاموس البقري) August: Harvest, Cow Buffalo
(سبتمبر/أيلول: الأرز البري، البرقوق الأحمر) September: Wild Rice, Red Plum
(أكتوبر/تشرين الأول: تساقط الورق، المكسرات) October: Leaf-Falling, Nuts
(نوفمبر/تشرين الثاني: تزاوج الغزلان، ضرب الفراء) November: Deer-Mating, Fur-Pelts
(ديسمبر/كانون الأول: الذئاب، القمر الكبير) December: Wolves, Big Moon